# Na Starém bělidle
Na Starém bělidle (títol original en txec, en català A la vella blanqueria) és una obra dramaticomusical en quatre actes composta el 1898 per Karel Kovařovic sobre un llibret en txec de Karel Šípek, basat en L'àvia de Božena Němcová. Es va estrenar el 21 de novembre de 1901 al Teatre Nacional de Praga.